# Torrás
Las Torrás (utilizado habitualmente en plural) es una pieza musical tradicional para baile, variante de la Seguidilla y procedente, según la mayoría de estudios realizados, del centro de La Mancha.
Este tipo de baile presenta las características habituales de la Seguidilla, tales como el compás ternario o la división en un número determinado de coplas o seguidillas. Estas coplas o seguidillas están compuestas a su vez de partes instrumentales, la copla propiamente dicha y estrambote (según los casos).
El ritmo de este tipo de seguidilla probablemente sea más arcaico que el de las Seguidillas Manchegas y su estructura es similar a la de la pardica (en la zona de la Sierra del Segura, Sur de Albacete y norte de Murcia), las parrandas (Suroeste de Murcia y Nordeste de Almería) o las seguidillas del Maestrazgo Castellonense.

## Estructura
En principio el número de coplas o seguidillas que se interpretan en cada pieza de Torrás es variable y dependiente del gusto de los intérpretes, aunque la mayoría de casos documentados presentan una ejecución de tres coplas en cada pieza.
La copla de Torrás, y por ende, de la seguidilla, es una cuarteta irregular de arte menor, contando el primero y tercer versos con 7 sílabas y el segundo y el cuarto con 5. El segundo y cuarto versos riman, generalmente, de manera asonante, quedando el primero y tercer versos sin rima. El estrambote es un terceto que remata la copla y que sustituye en algunos casos la tercera parte de copla, siendo el primero y tercer versos de 5 sílabas los que riman entre sí, quedando el segundo de 7 sílabas suelto.

### Ejemplo de copla de Torrás (seguidilla)
COPLA:
"Anteanoche y anoche
y esta mañana
antes de levantarme
estaba en la cama"
ESTRAMBOTE:
"Y esto es tan cierto
como sacarse un ojo y
quedarse tuerto"

### Estructura de una copla o seguidilla de Torrás
·Introducción musical.
·Entrada de copla (presentación).
"Anteanoche y anoche
y esta mañana"
·Pasaje musical.
·Copla (primera parte de la copla).
"Y esta mañana
Anteanoche y anoche
y esta mañana
Anteanoche y anoche y olé
y esta mañana"
·Pasaje musical.
·Copla (segunda parte de la copla -resolución-).
"y esta mañana
antes de levantarme
estaba en la cama
antes de levantarme y olé
estaba en la cama"
·Pasaje musical.
·Estrambote o copla (repetición de la primera o segunda parte).
"Y esto es tan cierto
como sacarse un ojo
y quedarse tuerto
como sacarse un ojo y olé
y quedarse tuerto"
·Cierre de copla o seguidilla (tipo arriba que va una, arriba que van dos...).

## Localización
En la actualidad se interpretan las Torrás por diferentes colectivos localizados en diferentes lugares de la geografía manchega, además de encontrarse alguna de estas piezas recogidas en diferentes trabajos y grabaciones:
- Mota del Cuervo (Cuenca)
- Daimiel (Ciudad Real)
- Villa de Ves (Albacete)
- La Solana (Ciudad Real)
- La Roda (Albacete)

- Datos: Q5657545